# Medaille voor Verdienste in Oorlogstijd
De Medaille voor Verdienste in Oorlogstijd (Duits: Medaille für Verdienst im Kriege) was een militaire onderscheiding van het hertogdom Saksen-Meiningen. De ronde bronzen medaille werd aan onderofficieren en soldaten uitgereikt. Voor officieren was er een Ereteken voor Verdienste in Oorlogstijd. Saksen-Meiningen bezat sinds de militaire verdragen van de Duitse eenwording in 1870 geen eigen leger meer, maar de hertog en de hertogin waren wel erekolonel of Einhaber van de infanterieregimenten Nr. 32 en Nr. 95.
De medaille werd op 7 maart 1915 door Bernhard III van Saksen-Meiningen ingesteld voor verdiensten in wat de Eerste Wereldoorlog zou gaan heten. 
De vormgeving van de medaille is eenvoudig; op de medaille is het ereteken afgebeeld, maar zonder de verhoging in de vorm van een beugelkroon. In plaats daarvan is op de bovenste kruisarm een kleine beugelkroon afgebeeld.
Het afgebeelde rupertkruis is op een krans van eikenbladeren gelegd. In het centrale medaillon staat het monogram "B" van de stichter en in de kruisarmen zijn vier open kronen afgebeeld. Op de keerzijde staat op de krans · FÜR VERDIENST · IM KRIEGE 1914/15 met in de krans het wapen van Saksen met de kroon van wijnruit. De medaille weegt in brons 23,9 gram en heeft een doorsnede van 5,4 centimeter.
Men droeg het kruis en de medaille bij verleningen voor verdienste als combattant aan een oorlogslint, "am Kämpferband" op de linkerborst. Die was zwart met geel-groene biezen. Voor niet-combattanten was er het smallere "Nichtkämpferband". Ook de medailles werden aan deze linten gedragen waarbij de groene bies onderbroken is en het aanzien van een niet doorgetrokken streep kreeg. Er zijn ook afbeeldingen van de medaille aan een lint met een brede groene bies.
De eerste kruizen en medailles werden door AWES Münze (A.Werner & Söhne) in Berlijn in brons geslagen. In 1917 was de Duitse oorlogseconomie in een wanhopige toestand geraakt en het brons werd schaars. Om voor de oorlogsvoering belangrijke metalen te sparen werden de medailles in 1918 niet langer van geoxideerd brons, maar van een bronskleurig oorlogsmetaal vervaardigd. In totaal werden 24.000 medailles uitgereikt in het hertogdom dat niet meer dan 300.000 inwoners telde.
Er zijn dus twee medailles en twee linten gebruikt:
- Medaille voor Verdienste in Oorlogstijd in brons
- Medaille voor Verdienste in Oorlogstijd in bronskleurig metaal

Omdat in november 1918 over veel voordrachten nog niet was beslist, werden de laatste medailles in 1920 toegekend.